# La Désirade
La Désirade is een eiland in het Franse overzeese departement Guadeloupe en telde 1.453 inwoners (2019). De oppervlakte bedraagt 22 km². Het eiland vormt een zelfstandige gemeente, waarbij ook het grondgebied hoort van de onbewoonde Îles de la Petite-Terre. Het eiland bevindt zich ongeveer 10 km ten oosten van Grande-Terre.

## Geschiedenis
La Désirade was op 3 november 1493 ontdekt door Christoffel Colombus die het Deseada noemde. In 1648 werd het eiland een onderdeel van Guadeloupe. In Baie-Mahault werd een leprozerie gebouwd die tot 1952 heeft bestaan. In de 17e eeuw werd het eiland gebruikt door piraten, en in de 18e eeuw werd het gebruikt als verbanningsoord.

## Overzicht
La Désirade is een droog eiland dat niet geschikt is voor landbouw. De economie is voornamelijk gebaseerd op visserij en veeteelt. De hoogste berg is Grande Montagne met een hoogte van 273 of 276 meter.
La Désirade is te bereiken met de veerboot vanaf Saint-François.

## Galerij

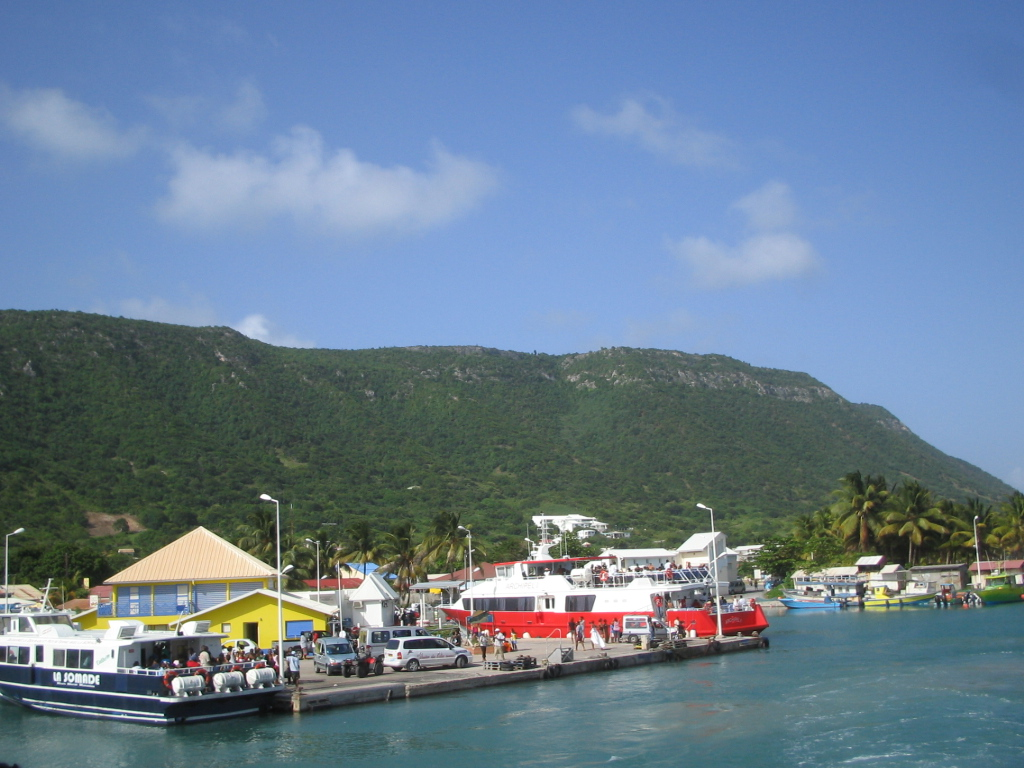
Het belangrijkste dorp Beauséjour
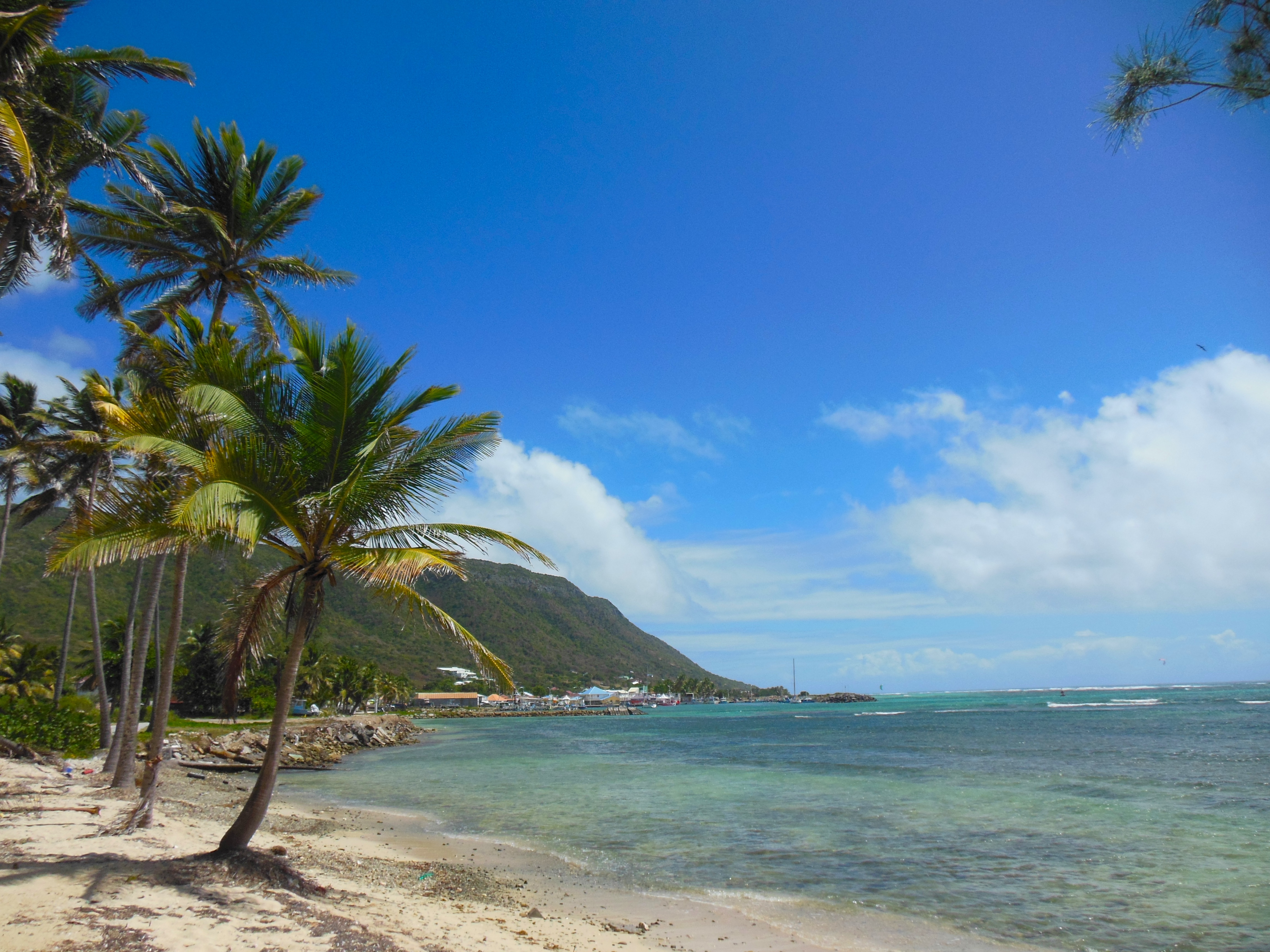
Strand van Beauséjour
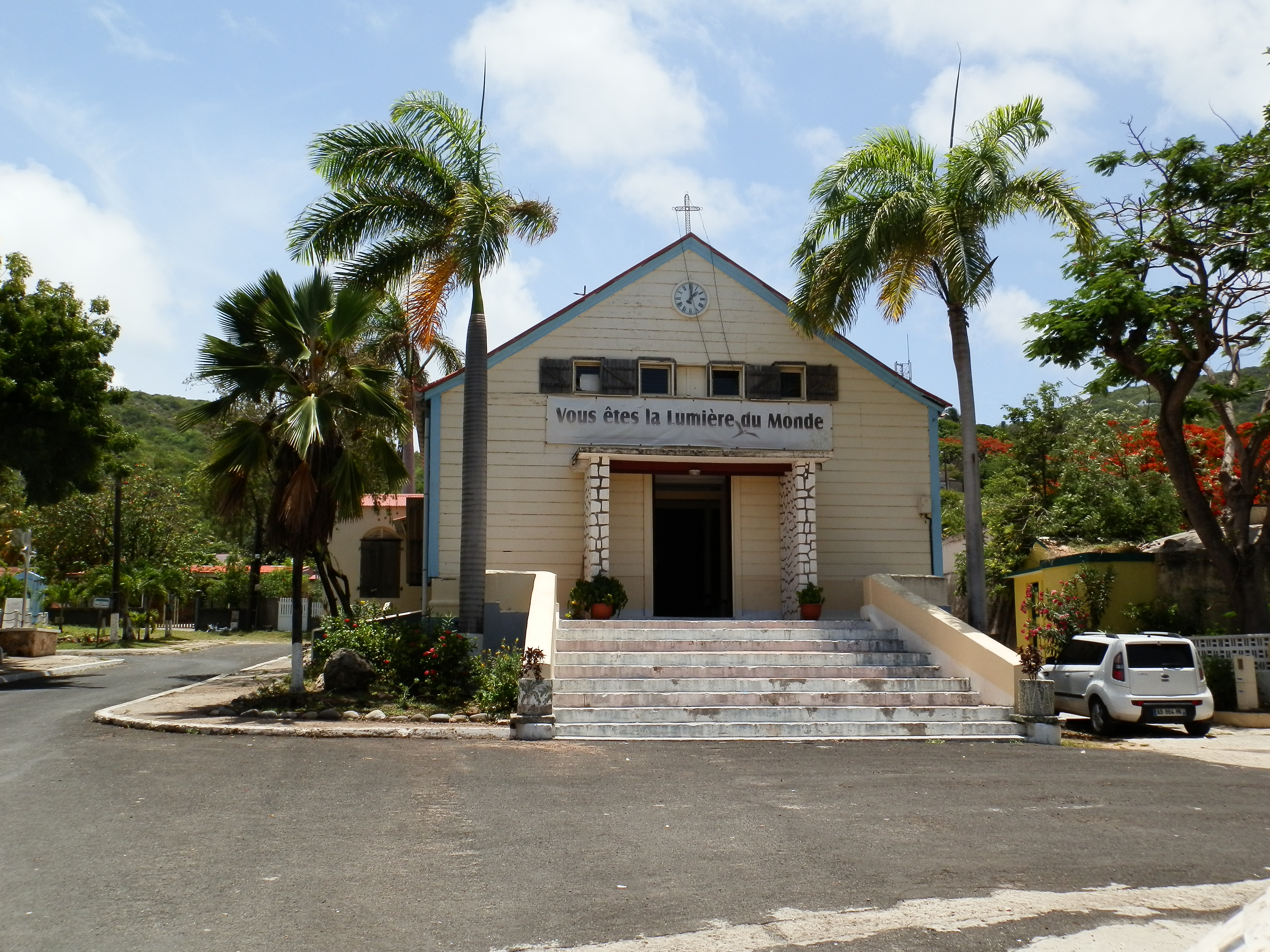
Kerk
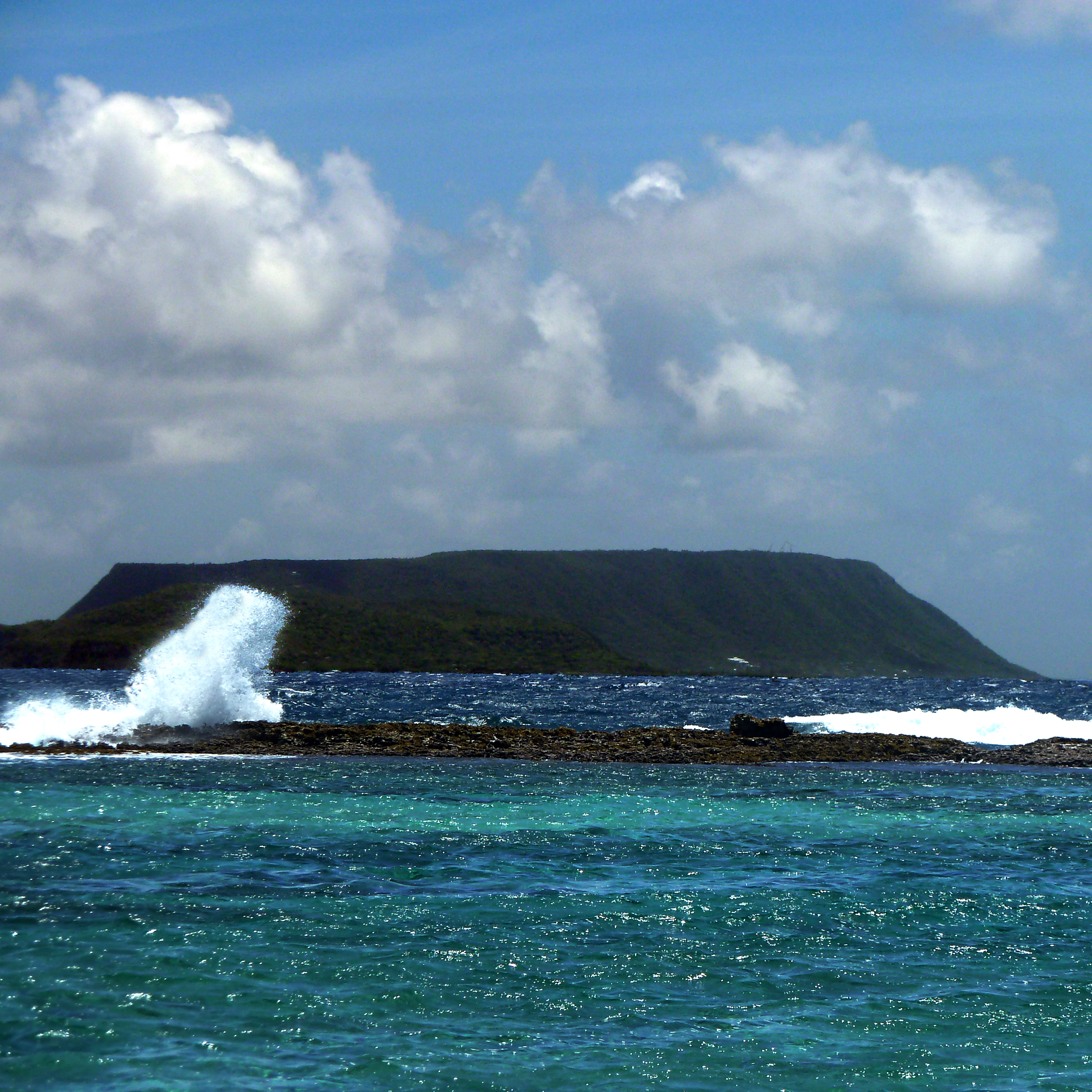
La Désirade gezien vanaf de zee

- Système universitaire de documentation: 14579380X
- Virtual International Authority File: 247217673
- WorldCat: E39PBJrwQFQ3WjDGmFh4QkQcyd

Les Abymes · Anse-Bertrand · Baie-Mahault · Baillif · Basse-Terre · Bouillante · Capesterre-Belle-Eau · Capesterre-de-Marie-Galante · Deshaies · La Désirade · Le Gosier · Gourbeyre · Goyave · Grand-Bourg · Lamentin · Morne-à-l'Eau · Le Moule · Petit-Bourg · Petit-Canal · Pointe-à-Pitre · Pointe-Noire · Port-Louis · Saint-Claude · Sainte-Anne · Sainte-Rose · Saint-François · Saint-Louis · Terre-de-Bas · Terre-de-Haut · Trois-Rivières · Vieux-Fort · Vieux-Habitants
Basse-Terre (Îlets Pigeon) · Grande-Terre (Îlet du Gosier) · Îles des Saintes (Îlet à Cabrit · Grand-Îlet · Terre-de-Bas · Terre-de-Haut) · La Désirade (Îles de la Petite-Terre) · Marie-Galante